# بسام الذوادي
بسام محمد الذوادي (ولد في 13 ديسمبر 1960) مخرج أفلام بحريني. المعروف بإنتاجه أول فيلم روائي طويل في البحرين الحاجز في عام 1990. يعتبر رائد إقليمي في صناعة الأفلام وأحد الأعضاء المؤسسين لجمعية سينما دول مجلس التعاون الخليجي وهو أيضا مؤسس ومدير عام مهرجان السينما العربية الأول في البحرين. أخرج العديد من الأفلام القصيرة وكذلك الإعلانات التجارية والبرامج التعليمية والثقافية خلال فترة عمله في هيئة إذاعة وتلفزيون البحرين وكذلك أداء عدة مسرحيات.
كان الذوادي رئيس مهرجان ذات الصواري للفيديو عام 1994 وعضو في لجنة التحكيم في مهرجان بغداد الدولي للتلفزيون والأفلام في عام 1988. قام بتنظيم مهرجان أيام سينما المصرية الجديدة في البحرين في عام 1993 وكان مدير مهرجان الموسيقى العربية الخامس في عام 1996.

## السيرة الذاتية
ولد بسام محمد الذوادي في القضيبية شرق العاصمة البحرينية المنامة في 13 ديسمبر 1960. عمل والد بسام في المملكة العربية السعودية المجاورة في ستينات القرن العشرين وكان في هذا الوقت بسام يطور موهبته في التصوير الفوتوغرافي. في عام 1979 درس التصوير في المعهد العالي للسينما بأكاديمية الفنون في القاهرة عاصمة مصر وتخرج في عام 1982. خلال دراسته أخرج فيلم درامي قصير بعنوان القناع بكاميرا 16 مليمتر وكان مشروع تخرجه المسرحية القصيرة ملائكة الأرض.
انضم إلى تلفزيون البحرين في 4 مايو 1985 وأنتج برامج متنوعة للقناة. أنتج أيضا برامج تم بثها في جميع البلدان العربية الأعضاء في اتحاد إذاعات الدول العربية.
في عام 1990 أنتج وأخرج فيلم روائي طويل بعنوان الحاجز والذي يعتبر على نطاق واسع أول فيلم روائي طويل أنتج في البحرين وقد شارك الفيلم في عدة مهرجانات سينمائية إقليمية ودولية ولاقى نقد إيجابي. في عام 2004 أخرج واشترك في الإنتاج مع شركة البحرين للسينما فيلم الزائر الذي يعتبر ثاني فيلم روائي طويل ينتج في البحرين وأول فيلم بنظام الصوت دولبي في الخليج العربي. بين هاذين الفيلمين أخرج العديد من الأفلام الوثائقية. في عام 2006 أخرج فيلم حكاية بحرينية وهو الفيلم الروائي الثالث المنتج في البحرين وأول نظام الصوت دي تي إس في منطقة الخليج العربي. لاقى الفيلم مجددا نقدا إيجابيا من قبل النقاد المحليين والدوليين.
يعمل حاليا رئيس الدراما والأفلام التسجيلية ورئيس لجنة نصوص الدراما التلفزيونية في هيئة الإذاعة والتلفزيون في البحرين في وزارة شؤون الإعلام.

## فيلموغرافيا
| العام | الاسم         | الإخراج | الإنتاج | التأليف | التمثيل | الملاحظات |
| ----- | ------------- | ------- | ------- | ------- | ------- | --- |
| 1990  | الحاجز        | نعم     | نعم     |         |         | لاقى استقبال حسن وعرض في العديد من المهرجانات السينمائية في جميع أنحاء العالم. |
| 2004  | الزائر        | نعم     | نعم     | نعم     | نعم     | اعترف على نطاق واسع باعتباره ثاني فيلم روائي طويل في البحرين. |
| 2006  | حكاية بحرينية | نعم     | نعم     |         |         | وصف بأنه دراما ملحمية حيث تدور أحداثه أثناء حرب الأيام الستة وتدور حول قصة شخصية من الطبقة الوسطى لعائلة بحرينية وحول آمال وإيمان العالم العربي في الرئيس المصري جمال عبد الناصر. لاقى الفيلم نقديا إيجابيا. |
| 2008  | أربع بنات     |         | نعم     |         |         | |

## جوائز
في 10 أبريل 2012 منح الذوادي جائزة إنجاز العمر في مهرجان الخليج السينمائي الخامس تقديرا لعمله في صناعة الأفلام الخليجية.

## روابط خارجية
- بسام الذوادي على موقع IMDb (الإنجليزية)
- بسام الذوادي على موقع قاعدة بيانات الأفلام العربية
- بسام الذوادي على موقع أول موفي (الإنجليزية)
- بسام الذوادي على موقع قاعدة بيانات الفيلم (الإنجليزية)
- بسام الذوادي على موقع كينوبويسك (الروسية)